# Gryllopsis nigrifrons
Gryllopsis nigrifrons är en insektsart som beskrevs av Lucien Chopard 1951. Gryllopsis nigrifrons ingår i släktet Gryllopsis och familjen syrsor. Inga underarter finns listade i Catalogue of Life.